# موهادپور
موهادپور (به لاتین: Mohadevpur) یک منطقهٔ مسکونی در بنگلادش است که در ناحیه نوگان واقع شده‌است. موهادپور ۳۹۷٫۶۷ کیلومتر مربع مساحت و ۲٬۹۲٬۵۸۹ نفر جمعیت دارد.